# Vương Hợi
Vương Hợi (chữ Hán: 王亥) là thủ lĩnh đời thứ 7 của nước Thương thời nhà Hạ, ông là con của Minh và cũng là tổ 8 đời của vua Thành Thang.

## Tộc Thương dưới thời Vương Hợi
Tương truyền sau khi Vương Hợi lên ngôi thì nền nông nghiệp của nước Thương đã phát triển rất mạnh mẽ, việc trao đổi hàng hóa trong giai đoạn này cũng khá nhộn nhịp khiến quốc gia thịnh vượng phồn vinh. Vương Hợi bắt đầu chú ý đến việc chăn nuôi gia súc, gia cầm để giảm bớt thời gian đi vào rừng núi săn bắt, ông còn huấn luyện dân chúng cưỡi ngựa bắn cung nên quân đội tỏ ra dũng mãnh thiện chiến. Bấy giờ cạnh nước Thương có nước Hữu Dịch thế lực cũng lớn mạnh, thấy nước Thương đang nổi lên thủ lĩnh nước này là Miên Thần không thể ngồi yên bèn cất quân tập kích bất ngờ. Vương Hợi do bị động nên thua to phải rút lui khỏi đô thành, trên đường đi bị quân Hữu Dịch mai phục giết chết.

## Vương Hằng và Thượng Giáp Vi phục quốc
Em Vương Hợi là Vương Hằng tạm thời nên cầm quyền thay anh dẫn đứa con nhỏ của ông là Thượng Giáp Vi chạy vào rừng sâu tổ chức kháng chiến chống xâm lăng, sau này Thượng Giáp Vi lớn lên đã đánh bại và giết chết Miên Thần để trả thù cho cha và phục hưng cơ nghiệp tổ tiên.